# Фојана (Болцано)
Фојана је насеље у Италији у округу Болцано, региону Трентино-Јужни Тирол.
Према процени из 2011. у насељу је живело 552 становника. Насеље се налази на надморској висини од 687 м.